# Carlos Alberto Puente Salas
Carlos Alberto Puente Salas (Zacatecas, Zacatecas; 16 de diciembre de 1971) es un político mexicano, miembro del Partido Verde Ecologista de México.
Fue el presidente de su partido desde el 14 de septiembre de 2011 hasta el 26 de noviembre de 2020. Fue Senador por Zacatecas en Primera Formula en la LXII y LXIII legislatura.

## Trayectoria
En septiembre de 2011 se convirtió en el presidente del Partido Verde Ecologista de México siendo el tercero en ocupar el cargo.
Fue el titular de la Secretaría de Turismo de Zacatecas en el gobierno de Miguel Alonso Reyes de 2010 a 2011.
Ha sido diputado federal en el Congreso de la Unión en carácter Plurinominal en la LX legislatura de 2006 a 2009.
En la LXV Legislatura, durante una sesión de la Junta de Coordinación Política de la Cámara de Diputados del 3 de marzo de 2022, votó en contra de la creación de una comisión especial para investigar a Felipe Calderón, Margarita Zavala y cercanos ante el asunto de la Guardería ABC sucedido en 2009.